# Guns Up
Guns Up ist ein US-amerikanischer Spielfilm aus dem Jahr 2025 von Edward Drake mit Kevin James und Christina Ricci.

## Handlung
Polizist Raymond „Ray“ Hayes möchte seiner Familie ein besseres Leben bieten, als jenes, das sich ein einfacher Polizist leisten kann. Er wechselt daher die Seiten und beginnt als Schuldeneintreiber und Schläger für das organisierte Verbrechen zu arbeiten. Gemeinsam mit seiner Frau Alice plant er, mit dem verdienten Geld ein eigenes Diner zu eröffnen. Fünf Jahre später scheint dieser Plan in greifbare Nähe zu rücken und Ray plant seinen Ausstieg.
Nachdem mit Lonny ein neuer Gangsterboss die Geschäfte übernimmt, wird Ray nach einem schiefgelaufenen Auftrag zur Zielscheibe der eigenen Leute. Ray und Alice müssen ihre nichtsahnenden Kinder vor der Mafia schützen.

## Besetzung und Synchronisation
Die deutschsprachige Synchronisation übernahm die Splendid Synchron. Dialogregie führte Sven Hasper, das Dialogbuch schrieb Tobias Neumann.
| Rolle               | Darsteller         | Synchronsprecher |
| ------------------- | ------------------ | ---------------- |
| Raymond „Ray“ Hayes | Kevin James        | Thomas Karallus  |
| Alice Hayes         | Christina Ricci    | Sarah Alles      |
| Antonio             | Maximilian Osinski | Sven Hasper      |
| Ignatius Locke      | Luis Guzmán        | Michael Iwannek  |
| Lonny Costigan      | Timothy V. Murphy  | K.Dieter Klebsch |
| Charlie Brooks      | Joey Diaz          | Marko Bräutigam  |
| Ray Goosling        | Robert Laenen      | Sven Hasper      |

## Produktion und Veröffentlichung
Der Film wurde von Millennium Media, Bondlt Media Capital und Buffalo 8 Prod. produziert, als Produzenten fungierten Edward Drake, Jeffrey Greenstein, Jon Keeyes, J.J. Nugent und Tobias Weymar. Den Vertrieb übernahm in Deutschland Splendid Film.
Die Kamera führte Brendan Galvin, die Musik schrieben Aoife O’Leary und Gerry Owens, die Montage verantwortete Todd E. Miller. Das Szenenbild gestaltete Caley Bisson. Regisseur Edward Drake hatte zuvor unter anderem Cosmic Sin – Invasion im All (2021) inszeniert.
In Deutschland kam die Actionkomödie am 12. Juni 2025 in die Kinos.

## Rezeption
Alexandra Seitz vergab auf epd-film.de einen von fünf Sternen. Die Produktion sei ein reichlich irritierender Vertreter weitgehend sinnfreien Krawallkinos, an dem so gut wie nichts stimme: Timing und Motivation blieben bloße Behauptungen, Handlung und Glaubwürdigkeit seien einander spinnefeind, die Actionsequenzen uninspiriert und die Figuren bloße Chargen.
Filmdienst bezeichnete die Produktion als Actionkomödie mit eigentlich sympathisch markanten Figuren, die vor allem vom Kontrast zwischen harmloser Familienidylle und kaltblütigem Verbrecheralltag lebe. Der Genre-Mix reite jedoch zu sehr auf dieser Grundidee herum und vernachlässige die komische Dynamik, die zwischen den überzeugenden Schauspielern aufblitze.
Rouven Linnarz bewertete die Produktion auf film-rezensionen.de mit fünf von zehn Punkten. Diese sei ein weitgehend überraschungsarmer Mix aus Komödie und Action und habe viel zu wenig neue und frische Ideen bei der Inszenierung, der Action oder Figurengestaltung, sodass es nicht mehr als für den Durchschnitt reiche.